# Ладне (Україна)
Ла́дне — село в Україні, у Близнюківській селищній громаді Лозівського району Харківської області. Населення становить 29 осіб. До 2020 орган місцевого самоврядування — Лукашівська сільська рада.

## Географія
Село Ладне знаходиться за 1 км. від села Лукашівка, примикає до села Дмитрівка.
Село перетинає балка Вовча, по якій протікає пересихаючий струмок, на якому є загата.

## Історія
- 1915 - дата заснування села.

12 червня 2020 року, відповідно до Розпорядження Кабінету Міністрів України № 725-р «Про визначення адміністративних центрів та затвердження територій територіальних громад Харківської області», увійшло до складу Близнюківської селищної громади.
19 липня 2020 року, в результаті адміністративно-територіальної реформи та ліквідації Близнюківського району, увійшло до складу Лозівського району Харківської області.

## Економіка
- В селі є молочно-товарна ферма.